# Atraco a las tres
Atraco a las tres è un film spagnolo del 1962 diretto da José María Forqué.
Il titolo tradotto in italiano sta per Rapina alle tre.

## Trama
Fernando, diligente impiegato, decide, insieme ai suoi colleghi, di effettuare una rapina nella banca in cui lavorano. Stanchi del misero salario ricevuto e delle nottate non classificate come straordinari, il gruppo escogita il piano. Quando arriva finalmente l'occasione per vendicarsi, si verifica un episodio del tutto inaspettato e il furto non viene realizzato.

## Produzione e cast
Segna l'esordio dell'attore Alfredo Landa, futura star di commedie sexy.
Il protagonista, José Luis López Vázquez, ha vinto il premio come miglior attore per il Sindacato dello Spettacolo Spagnolo.
Il film fu scritto solamente in nove notti.
Esiste un sequel del 2003.
Ha ispirato la trama del film Spia + Spia 2 superagenti armati fino ai denti.